# 周季邦
周季邦（1463年—？），字公達，江西南昌府寧縣人，民籍，明朝政治人物。

## 生平
弘治二年（1489年）己酉科江西鄉試第十五名舉人。弘治九年（1496年）中式丙辰科會試第一百九十九名，三甲第一百二十六名進士。授福建建寧府建安縣知縣。

## 家族
曾祖周伯美；祖父周鐄；父周叔偉，母張氏；繼母石氏。具庆下。